# Fresnois-la-Montagne
 Fresnois-la-Montagne  là một xã của tỉnh Meurthe-et-Moselle, thuộc vùng Grand Est, đông bắc nước Pháp. Xã này nằm ở khu vực có độ cao trung bình 330 mét trên mực nước biển.